# Kościół św. Jakuba Starszego w Lubrzy
Kościół św. Jakuba Starszego – polski rzymskokatolicki kościół parafialny w Lubrzy, należący do dekanatu Prudnik w diecezji opolskiej.

## Historia kościoła
Pierwszy kościół pod wezwaniem Św. Jakuba Starszego i Św. Marcina w Lubrzy został wspomniany w dokumentach z 1474 roku. W 1600 roku powstała renesansowa wieża kościoła a na niej zawisły dwa dzwony jeden z 1503 roku, drugi z 1555 roku. W latach 1797–1798, staraniem parafian wybudowany został obecny kościół. Z poprzedniego, zachowała się tylko wieża. Nowa świątynia, postawiona na rzucie prostokąta z zaokrąglonym prezbiterium, posiada wiele elementów charakterystycznych dla stylu klasycystycznego.

## Architektura i wnętrze kościoła
Kościół jest orientowany. Od strony północnej znajduje się zakrystia, od południowej kruchta, natomiast wieża usytuowana jest od strony zachodniej. Pod wieżą widać sklepienie w formie krzyżowo–żebrowej, natomiast nawa przekryta jest sklepieniem kolebkowym z lunetami. Górna część okien zamknięta jest półkoliście, po stronie wschodniej posiadają dekorację stiukową o motywach festonowych. Dach jest siodłowy pokryty dachówką. Wieża jest 4–kondygnacyjna z wyraźnie widocznymi uskokami i gzymsami. Dolna część wieży jest kwadratowa, natomiast wyższa jest ośmioboczna, zwieńczona attyką. Całość wieży nosi typowy charakter renesansowy. Na wyposażeniu świątyni są ponadto 2 dzwony:
- pierwszy, gotycki z 1503 roku, z minuskułowym napisem,
- drugi również gotycki z 1555 roku z monogramem "HS" i plakietką ukazującą ukrzyżowanie Jezusa Chrystusa.

We wnętrzu kościoła zachowały się natomiast:
- renesansowa, kamienna chrzcielnica z sześcioboczną czarą, pochodząca z II połowy XVI wieku,
- znajdujący się na ołtarzu głównym, obraz św. Rodziny pochodzący z przełomu XVIII i XIX wieku,
- barokowy krucyfiks,
- barokowa rzeźba Chrystusa Zmartwychwstałego,
- ramki na rokokowe kanony,
- biały ornat z haftem z XVIII wieku[4].